# Theodore Nicholas Gill
Theodore Nicholas Gill (ur. 21 marca 1837 w Nowym Jorku, zm. 25 września 1914) – amerykański ichtiolog, teriolog, malakolog i bibliotekarz. Przewodniczący American Association for the Advancement of Science w 1897 roku.